# Mademoiselle
Pour les articles homonymes, voir Mademoiselle (homonymie).
Le terme français mademoiselle, abrégé en « Mlle », est un titre de civilité, donné à une jeune fille ou à une femme non mariée ou, du moins, encore jeune[évasif]. Au Québec, lorsqu'on s'adresse à une femme, qu'elle soit mariée ou non, on l'appelle madame ; en effet, mademoiselle ne s'emploie plus que si on s'adresse à une toute jeune fille ou à une femme qui tient à se faire appeler ainsi. Après avoir été contesté pour son caractère sexiste, son usage dans les documents officiels est progressivement abandonné dans plusieurs pays, notamment en Suisse depuis 1973, au Québec en 1976, en France et au Luxembourg depuis 2012, ainsi qu'à Bruxelles et en Wallonie depuis 2015.

## Étymologie
« Mademoiselle » est composé de l'adjectif possessif « ma » et de « demoiselle ».
« Demoiselle » (et sa variante « damoiselle ») vient du latin vulgaire « domnicella », diminutif de « domina » désignant une femme noble. Une demoiselle est donc au sens premier une jeune fille noble.
On trouve la forme intermédiaire « damisele » vers 1100 dans la Chanson de Roland.
En ancien français, on employait  également la forme masculine « damoiseau » (variante : « damoisel ») qui venait de « domnicellus », pour désigner les jeunes nobles pas encore chevaliers. Mais ces formes masculines n'ont pas survécu.

## Usage

### En France

#### Usage traditionnel
Selon l'usage courant, la connotation du terme « mademoiselle » fait qu'il est plutôt employé pour désigner une jeune fille ou une femme non mariée ou pour s'adresser à elle, en fonction du contexte. En effet, l'existence de deux termes, madame et mademoiselle, impose un choix, au point que Proust écrit : « L'incertitude où j'étais s'il fallait lui dire madame ou mademoiselle me fit rougir ».
Les organismes juridiques (administrations, sociétés commerciales) laissaient en théorie aux femmes le choix sur le libellé avec lequel leur courrier leur était adressé. Il arrivait cependant que certaines administrations ne posent pas la question ou ne tiennent pas compte de ce choix et décident arbitrairement du terme utilisé.

#### Remise en cause
À partir des années 1970, les modalités de l'usage de ce titre de civilité ont été contestées en France, notamment par des associations féministes qui préféraient que le titre soit choisi par la personne concernée voire que le mot soit banni de la langue française courante, comme c'était alors le cas dans de nombreux autres pays européens. Suivant cette logique, une circulaire du Premier ministre François Fillon, datée du 21 février 2012 préconisait la suppression du terme « Mademoiselle » de tous les documents officiels. Le 26 décembre 2012, le Conseil d'État a validé l'interdiction de l'utilisation du terme « Mademoiselle » dans l'ensemble des documents officiels, tout en précisant que cette interdiction ne s'appliquait pas à la sphère privée, ni aux formulaires déjà édités et cela jusqu'à épuisement des stocks.
Comme pour toutes les règles de savoir-vivre, de politesse ou de protocole, la distinction entre l'usage des titres de civilité Madame et Mademoiselle n'est régie par aucun texte législatif ou réglementaire. En France la réponse ministérielle no 5128 du 3 mars 1983 (in J.O. Sénat du 14 avril 1983, page 572) arguant du caractère discriminatoire qu'une telle disposition aurait vis-à-vis des hommes à qui l'on s'adresse par Monsieur, indépendamment de l'âge ou de l'état civil, incite les administrations à se conformer au choix des intéressées, Madame semblant employé par défaut s'il n'est pas connu.
Une campagne « Mademoiselle ou Madame ? » a été lancée pour demander la suppression de la case « Mademoiselle » sur les formulaires administratifs afin de ne conserver que le titre de civilité « Madame » pour les femmes.
En janvier 2012, la ville de Cesson-Sévigné, dans l'Ouest de la France, a décidé d'abandonner l'appellation de « mademoiselle » dans tous les documents administratifs, estimant que comme de coutume avec les hommes, le titre de civilité des femmes ne devrait pas être fonction de leur situation matrimoniale.
Le 21 février 2012, sur la proposition de la ministre des Solidarités Roselyne Bachelot, le Premier ministre François Fillon dans la circulaire no 5575 supprime l'utilisation des termes Mademoiselle, nom de jeune fille, nom patronymique, nom d'épouse et nom d'époux des formulaires et correspondances des administrations.
Le 26 décembre 2012, le Conseil d'État rejette la requête d'Alexandre-Guillaume Tollinchi, un cadre de l'UMP, qui demandait l'annulation de la circulaire. Il annonce immédiatement se pourvoir devant la Cour européenne des droits de l'Homme, estimant que des libertés fondamentales sont violées par l'État français.[réf. souhaitée]
Le 26 décembre 2012, le Conseil d'État valide la suppression du « Mademoiselle » dans les documents administratifs, au profit de Madame, symétrique de la civilité Monsieur.

### Au Québec
Au Québec, le terme « mademoiselle » est réservé aux « toutes jeunes filles » ou aux femmes qui tiennent à se faire appeler ainsi.

## Histoire
Au Moyen Âge, ce terme est utilisé pour désigner, dans la haute société, une personne non noble ou noble mais non titrée, et ce, indépendamment de son statut marital.

### Évolution en France
- Ma demoiselle, au Moyen Âge et sous l'Ancien Régime, désigne une jeune fille noble ou une femme mariée noble ou de la bonne bourgeoisie.
- Mademoiselle, sans plus de précision, avec une majuscule, était un titre porté par la fille du frère cadet du roi, qui portait le titre de Monsieur. Il est notamment utilisé pour désigner Anne-Marie-Louise d'Orléans, dite la Grande Mademoiselle.

L'appellation Madame était normalement d'usage pour les épouses du frère du roi, ainsi que pour les filles du roi, qu'elles soient mariées ou non. Les exemples les plus connus sont les filles de Louis XV ou encore Henriette d'Angleterre (épouse de Philippe d'Orléans). La rue Mademoiselle à Paris doit son nom à Louise Marie Thérèse d'Artois, fille du duc de Berry.
Les autres femmes de la famille royale étaient appelées Madame ou Mademoiselle selon leur statut marital. Il faut préciser que Mademoiselle était un titre à part entière pour les princesses du sang, telles Mademoiselle de Beaujolais ou Mademoiselle de Sens.
- Depuis, plusieurs « Mademoiselles » sont restées célèbres : 
  - Des personnes réelles, Mademoiselle Clairon, actrice née en 1723, Mademoiselle Madeleine de Scudéry, écrivaine née en 1607, Mademoiselle Chanel (aussi surnommée La Grande Demoiselle), Mademoiselle Hiroko, célèbre muse et mannequin de Pierre Cardin ; l'actrice Jeanne Moreau qui est souvent accréditée comme Mademoiselle Jeanne Moreau dans les génériques des films où elle a joué, bien qu'elle ait été mariée deux fois.
  - Des personnages imaginaires, telle  Mademoiselle Jeanne ou plutôt M'oiselle Jeanne comme l'appelle Gaston Lagaffe, personnage de la série Gaston parue dans Spirou.
  - Des institutions ou monuments : la Maison des demoiselles de la Légion d'honneur, la Tour Eiffel.
- Au début du XXe siècle, des remises en cause ont commencé : des mouvements féministes ont manifesté leur opposition à la généralisation depuis la fin du XIXe siècle de ce qu'elles considèrent être une ségrégation des femmes, par ces deux modes distincts d'adresse ou de référence.

Cette question a été considérée notamment par les circulaires FP 900 de 1967, FP 1172 de 1974, circulaire CNAF no 1028-410 de 1978. En 1972, une décision du garde des sceaux autorise explicitement toute femme de plus de vingt et un ans, mariée ou non, à être appelée « madame ».
Les questions/réponses ont abordé la problématique des titres de civilité en 1983 et en 2005 au Sénat français, avec les questions/réponses écrites, no 5128 du 3 mars 1983 établissant le statut des appellations des femmes, et questions écrites du 3 novembre 2005, demande réitérée de retirer la mention à la distinction « Madame », « Mademoiselle », « Monsieur » dans les documents et formulaires officiels dans la mesure où la mention du sexe apparaît suffisante et que ces titres de civilité ne relèvent pas de l'état civil.
L'année 1974 est l'année de la circulaire FP no 1172 du 3 décembre 1974 relative à la suppression des mentions telles que « Veuve X », « Épouse divorcée Y », « Mademoiselle A », pour les lettres adressées à des femmes par les services administratifs.

### Évolutions récentes
« Mademoiselle » a été et est encore une des trois formules les plus courantes de protocole (appelées « titres de civilité ») que l'on utilisait en français, soit pour s'adresser à une femme dans la conversation ou dans la correspondance, soit que l'on place avant le prénom et le nom pour rédiger une adresse postale, documenter un formulaire administratif ou parler de quelqu'un. Spécifique au sexe féminin, ce mode d'adresse et de référence signalait la condition de célibataire, par opposition à celle de femme mariée. « Mademoiselle » peut s'écrire en abrégé en « Mlle » et « Mesdemoiselles » en « Mlles », mais uniquement dans les adresses de la correspondance commerciale ou dans certains textes imprimés. Dans ce cas, l'abréviation de « Mademoiselle » n'est pas « Melle ».
Dans les coutumes, il fut d'usage d'adresser ou de référencer par « Madame » les femmes célibataires occupant une position d'autorité ou d'indépendance (commerçantes, directrices…). « Madame » entre dans les normes dans les années 1980 pour les femmes ayant eu des enfants, qu'elles soient mariées ou non, et pour les femmes ayant atteint l'âge adulte.
En revanche, il était d'usage d'appeler mademoiselle certaines employées comme les vendeuses, les employées de maison ou les préceptrices, même lorsqu'elles étaient mariées. Les actrices continuaient souvent à se faire appeler Mademoiselle, même lorsqu'elles étaient mariées ou avaient atteint un âge mûr. Il s'agit d'une tradition qui remonte au XVIIe siècle, et qui s'est conservée chez les sociétaires de la Comédie-Française. Certaines actrices continuent à se faire appeler « Mademoiselle » aux génériques des films auxquels elles ont participé.
En 2003, la question écrite no 06340 interroge le ministre de la jeunesse, de l'Éducation nationale et de la recherche, sur le fait que le titre de civilité madame serait imposée dans des courriers adressés à des étudiantes, sans leur laisser le choix du titre de civilité mademoiselle. La réponse indique que la majorité des établissements d'enseignement supérieur imprime les diplômes des étudiants au moyen de produit logiciel dénommé Apogée (application pour l'organisation et la gestion des étudiants). Ce logiciel serait conforme aux modèles joints en annexe des dispositions de l'arrêté du 19 octobre 1994 conformément à une règle soutenue à l'époque par le secrétariat d'État aux droits des femmes. À cette date, aucune demande pour réintroduire Mademoiselle n'avait été formulée.
En 2006, dans une réponse à une question écrite, le garde des Sceaux affirme que les appellations madame et mademoiselle ne peuvent être imposées aux intéressées sans leur consentement, en réponse à la question écrite au Sénat, no 24509, sur la persistance dans les documents et logiciels administratifs d’une appellation différenciée pour les femmes.
En 2017, plusieurs boutiques de modes se réunissent pour utiliser le terme « Mademoiselle ». La même année apparaît une marque de vin avec la même appellation.
En 2021, un collectif artistique baptisé « French Mademoiselles » diffuse une série de clips vidéos et de chansons sur les plateformes digitales en revendiquant ce terme « Mademoiselle ». Ils vont même créer un titre éponyme intitulé « French Mademoiselle ».

## Variations selon les langues et les civilisations
(août 2016).
Si vous disposez d'ouvrages ou d'articles de référence ou si vous connaissez des sites web de qualité traitant du thème abordé ici, merci de compléter l'article en donnant les références utiles à sa vérifiabilité et en les liant à la section « Notes et références ».

### En allemand
L'allemand, par exemple, n'utilise presque plus « Fräulein » depuis les années 70, l'appellation étant considérée comme discriminatoire. Ce terme est progressivement tombé en désuétude totale en Allemagne, puis en Autriche. À noter que « -lein » est un suffixe diminutif comme « -chen », qui se trouve dans « Mäd-chen » (« petite fille », « jeune fille » se disant plutôt « Madel » en Autriche). Toutes les femmes sont donc appelées « Frau » (Madame) dès l'âge du lycée. Tout comme à « Fräulein » qui équivalait à « Mademoiselle » et se disait jusque dans les années 1970, « Frau » est maintenant utilisé pour toutes femmes qui ne sont plus des jeunes filles (Mädchen). En langue allemande, la distinction ancienne entre la femme (Weib) et la Ma-/Dame (Frau) n'existe plus, ce qui n'est pas le cas du côté des hommes (Männer), qui sont également tous adressés comme « Messieurs » (Herren), mais qui restent des hommes au niveau de la dénomination générique. Traduit littéralement, en allemand on dit « Mesdames, Messieurs » (« Meine Damen und Herren ») pour s'adresser à un groupe d'hommes et de femmes (Männer und Frauen).

### En anglais
Dans le monde anglophone en général, l'utilisation du terme de « Miss » (équivalent de « Mademoiselle ») est en déclin depuis le début des années 1970 - et dans les situations où un titre de civilité est requis, le terme « Ms » offre une alternative convenable pour éviter de classer les femmes en fonction de leur statut matrimonial. On emploie néanmoins « Mrs (en) » pour distinguer la femme mariée. Aux États-Unis, sous l'influence des quakers, tous les titres distinctifs ont été combattus, et l'usage de parler des gens, ou de s'adresser à eux, sans faire précéder leur nom d'aucun titre, est bien établi, sans que ce soit considéré comme une impolitesse ou un manque de considération.[réf. nécessaire]

## Adresse publique
Dans les discours, l'adresse publique « Mesdames, Mesdemoiselles, Messieurs » était parfois utilisée mais cette formulation est restée rare, alors que l'adresse publique « Mesdames, Messieurs » ou « Mesdames et Messieurs » demeurait la plus couramment utilisée même du temps où le terme « mademoiselle » était utilisé dans les documents officiels.
La formule condensée consacrée à l'entrée d'un commerce est « Messieurs-dames », mais reste une expression populaire.

## Autres usages
Le nom « demoiselle » a de multiples usages non reliés à la désignation de personnes et notamment :
- Dans les expressions « demoiselle d'honneur » et « demoiselle de compagnie ».
- Pour désigner les zygoptères, un des deux sous-ordres d'odonates (libellules au sens large ; l'autre sous-ordre est celui des anisoptères, les libellules au sens strict).
- Dans le Sud-Ouest de la France, on appelle « demoiselle » les carcasses de palmipèdes gras (oies et canards)[25].